# 4-methoxyfenol
4-methoxyfenol of mequinol is de monomethylether van hydrochinon.
De stof is irriterend voor ogen en huid; herhaaldelijke blootstelling kan de huid gevoelig maken. Mequinol ontkleurt de huid (depigmentatie); daarom is het niet geschikt voor gebruik in cosmetische producten die op de huid worden aangebracht. Er zijn wel producten specifiek bedoeld om de huidskleur lichter te maken die 4-methoxyfenol bevatten, meestal samen met een kleine hoeveelheid tretinoïde (all-trans-retinoïnezuur).

## Toepassingen
Industriële toepassingen van 4-methoxyfenol zijn vergelijkbaar met die van hydrochinon:
- inhibitor om spontane polymerisatie te verhinderen, bijvoorbeeld in methacrylzuur
- stabilisator (antioxidant)
- tussenproduct voor de synthese van andere chemicaliën

## Isomeren
Er zijn drie isomeren van methoxyfenol. Naast 4-methoxyfenol zijn dit nog:
- 2-methoxyfenol
- 3-methoxyfenol